# Odostomia strongi
Odostomia strongi är en snäckart som beskrevs av Bartsch 1927. Odostomia strongi ingår i släktet Odostomia och familjen Pyramidellidae. Inga underarter finns listade i Catalogue of Life.